# Blackhammer Chambered Cairn

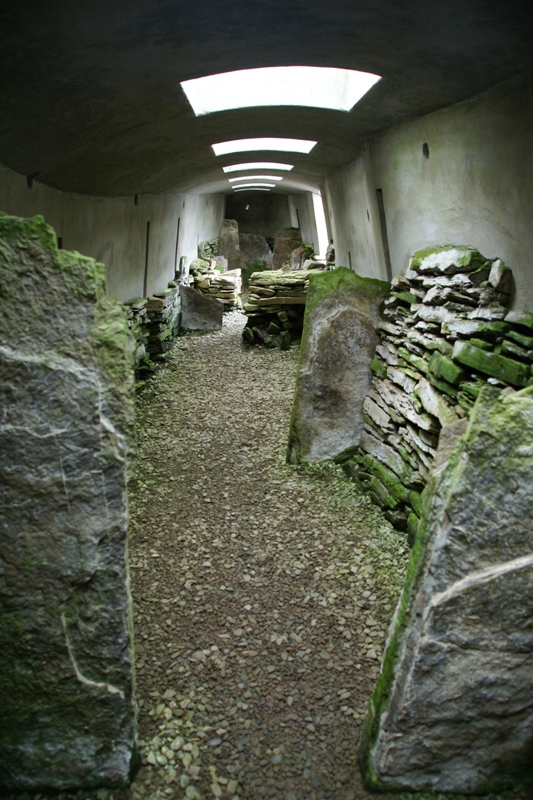
Middels paren van rechtopstaande platte stenen is de cairn in compartimenten verdeeld.

De Blackhammer Chambered Cairn is een gekamerde graftombe uit het neolithicum, gelegen aan de zuidkust van Rousay, een van de Schotse Orkney-eilanden.

## Opgraving
De Blackhammer Chambered Cairn is uitgegraven in 1936, waarna de grafheuvel in staatsbeheer werd gegeven. Een betonnen dakconstructie met daarover een laag turf werd aangebracht om de cairn tegen de elementen te beschermen. De grafheuvel is toegankelijk via een luik en ladder in deze dakconstructie.
De grafheuvel is genoemd naar de boerderij Blackhammer, die op een hoger terras stond; de fundamenten van deze boerderij zijn nog aanwezig.

## Beschrijving
De Blackhammer Chambered Cairn is een ovaalvormige graftombe van het type Orkney-Cromarty en is gelegen op het lagere deel van een heuvel, zo'n zestig meter boven zeeniveau.
De grafheuvel is 22 meter lang en 8,2 meter breed. De lange as loopt westnoordwest-oostzuidoost.
Oorspronkelijk was de buitenzijde van de grafheuvel bedekt met stenen die een bepaald patroon vormden, sterk gelijkend op de patronen die worden aangetroffen op Unstan Ware-aardewerk.
Aan de zuidzijde van de grafheuvel bevindt zich de toegangspassage, die drie meter lang is, 76 centimeter breed en 1 meter hoog. De toegangspassage was verzegeld toen de grafheuvel werd verlaten. Dit was ook het geval bij de Midhowe Chambered Cairn.
De grafheuvel is van binnen 13 meter lang, 1,4 tot 1,7 meter breed en 0,6 tot 1,5 centimeter hoog. De grafheuvel is verdeeld in zeven compartimenten door paren van rechtopstaande platte stenen. Het metselwerk in het midden van de tombe is grover en van latere datum dan de rest van de tombe. De vier missende rechtopstaande stenen werden wellicht is diezelfde tijd vernietigd.

## Vondsten
Tijdens de opgraving zijn de resten van de skeletten van twee volwassen mannen ontdekt, een in de toegangspassage en een in het meest westelijke compartiment. In een holte in de vloer van het aansluitende compartiment werden resten gevonden van een aardewerk kom van het type Unstan Ware en een verbrand stenen mes. Andere objecten die gevonden werden zijn onder andere dierlijke botten, een gepolijste stenen bijl en stenen gereedschappen.

## Beheer
De Blackhammer Chambered Cairn wordt beheerd door Historic Scotland.